# Sil (reka)
Sil je reka v provinci Leon (Kastilija in Leon) in Galiciji v Španiji, pritok reke  Miño. Njena skupna dolžina je 225 kilometrov. Izvir reke Sil je v Kantabrijskem pogorju v leonskem mestu Villablino. Teče skozi provinci León in Ourense. Največje mesto ob reki Sil je Ponferrada (León). Sil se izliva v reko Miño gorvodno od mesta Ourense.

## Etimologija
Po Pokornyju in E. Bascuasu bi Sil pripadal staroevropski hidronimiji, ki izhaja iz indoevropske korenine *sei- 'kaplja, teči, vlažno'.

## Potek
Reka Sil izvira v Kantabrijskem pogorju, ob vznožju Peña Orniz, 1980 m nmv, blizu mest La Cueta in Torre de Babia. Teče skozi leonske comarce Babia, Laciana, El Bierzo in La Cabrera ter skozi galicijske comarce Valdeorras, Quiroga, Tierra de Lemos, Tierra de Caldelas in Ourense. Med drugim prečka mesta Villablino, Ponferrada, El Barco de Valdeorras, Rúa, Quiroga in San Clodio, pa tudi biosferni rezervat v dolini Laciana kmalu za izvirom.
Spoji se z reko Miño v Ribeira Sacra, v kraju Los Peares, na meji med provincama Lugo in Orense. Nekaj kilometrov prej tvori sotesko Cañones del Sil.
Sil izvira na nadmorski višini 1980 metrov v mestu Peña Orniz, na južnem pobočju kantabrijskih gora, in ko doseže Los Peares, je prepotovala 234 km in zagotavlja povprečni pretok približno 157 m³ / s. Miño, ki izvira na nadmorski višini 690 metrov v Sierri de Meira in ko doseže Los Peares, je pretekla približno 135 km, njen povprečni pretok pa je 108 m³ / s. Na splošno je hierarhija med rekami sestavljena ob upoštevanju tistega z največ pretoka in najdaljša. V tem primeru, tako kot pri Esli in Pisuergi z Duerom, Sil presega Miño tako po dolžini kot po pretoku (5492 hm³ v primerjavi s 2762,9 hm³ v letnem povprečju). Zato pregovor: »Sil prevzame vodo in slavo pa Miño«.

## Pritoki
- Levi: Valseco, Boeza, Oza, Cabrera, Bibei, Navea in Mao.
- Desni: Caboalles, Valdeprado, Barredos, Cúa, Burbia, Selmo, Soldón, Lor in Cabe.

## Usedline zlata
Reka je bila bogat vir aluvialnega zlata in je bila najbolj izkoriščena v rimskem obdobju, potem ko je Avgust leta 25 pred našim štetjem osvojil severozahodno Španijo. V zgornjem toku reke je bilo veliko nahajališč usedlin, regija okoli Las Médulas pa je dala velike količine zlata. Pridobivali so ga s hidravličnim rudarjenjem, ki vključuje gradnjo številnih akvaduktov za razkrivanje in pranje naplavinskih formacij.

## Onesnaženje
Leta 2020 so se v medijih pojavile slike, na katerih je bil v reko vržen vagon. ADIF je svojo krivdo priznal in obljubil, da ga bo umaknil.